# Janet Gibson
Janet Gibson   (Belize, segle XX) és una biòloga i zoòloga de Belize que el 1990 va obtenir el Premi Mediambiental Goldman pels seus esforços per conservar els ecosistemes marins al llarg de la costa de Belize, en particular el sistema de reserves de la barrera de l'escull. Als esculls de corall de Belize, la UNESCO li va concedir el títol de Patrimoni Mundial al 1996, gràcies als esforços de Gibson i d'altres persones. Actualment és la directora de la Societat de Conservació de Fauna i Flora de Belize (Belize Wildlife Conservation Society).

## Biografia

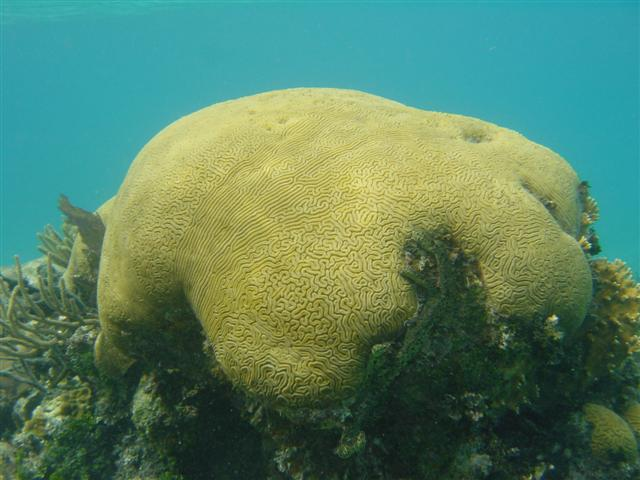
Reserva marina de Hol Chan

Janet Gibson va néixer a Belize i va estudiar als Estats Units per ser biòloga i zoòloga. A mitjans de l'any 1980 va començar a treballar com a voluntària per a la Societat Audubon de Belize (Belize Audubon Society). Entre 1985 i 1987 va treballar per crear la Reserva Marina de Hol Chan, fent campanya amb els ciutadans, les empreses, els pescadors i el govern de Belize per aconseguir una reserva protegida i educant-los sobre la necessitat del projecte. Va desenvolupar un pla de gestió, va treballar per garantir-ne el finançament i va tirar el projecte endavant. Els seus esforços van donar fruit i el 1987 es va constituir la reserva oficial, que era la primera reserva d'aquest tipus a l'Amèrica Central. La reserva cobreix al voltant de tres milles quadrades i és una zona protegida que ha permès la regeneració dels peixos que prèviament s'havien extingit, aconseguint una gran varietat de peixos dels quals ara poden gaudir els bussos.
El 1988 va redactar el Pla de Gestió de l'Atol de Coral Glove (Glover's Reef Atoll Draft Management Pla) i també va començar els esforços per assegurar l'estat de reserva de l'Escull Glover. El 1990 va ajudar a establir una Unitat de Gestió de la Zona Costanera com a part del departament de Pesca. Gibson es va unir a la Societat de Conservació de la Fauna i Flora (Wildlife Conservation Society, WCS) que el 1993, gràcies als seus esforços i compatant amb el suport d'altres organitzacions, es va designar reserva protegida per a Belize. Gibson i altres persones, en treballar protegint el medi ambient, es van adonar que la protecció individual era insuficient sense un enfocament de gestió que protegís la zona de barrera sencera o forces externes com la proliferació d'algues generada a partir de residus de la plantació de fruites, la sobre-pesca en altres àrees que causava danys col·laterals, o la sedimentació causada pel desenvolupament, ja que aquests aspectes estaven tenint un efecte perjudicial. Treballant amb agències de gestió de l'aigua, amb representants forestals, amb altres grups mediambientals i amb els ciutadans, el 1993 es va adaptar un pla per formalitzar la protecció de l'escull perquè fos declarat Patrimoni Mundial natural. Després de diversos anys de planejar i de treballar, la UNESCO li va concedir el nomenament.
Gibson és la directora de la Societat de Conservació de Fauna i Flora de Belize (Belize Wildlife Conservation Society) i ha publicat nombrosos treballs científics.